# Kunihiro Shibazaki
Kunihiro Shibazaki (født 1. april 1985) er en tidligere japansk fodboldspiller.
Han har spillet for flere forskellige klubber i sin karriere, herunder Omiya Ardija og Tochigi SC.